# QI (VARA)
QI is een humoristische quiz, waar het gaat om interessante antwoorden. Voorspelbare en voor de hand liggende antwoorden worden afgestraft door puntenaftrek. QI staat voor quite interesting. De quiz werd in Nederland van december 2008 tot januari 2009 uitgezonden.
QI is gebaseerd op het gelijknamige Britse programma Quite Interesting. De Nederlandse versie werd gepresenteerd door Arthur Japin, vast panellid was Thomas van Luyn.

## Panelleden
Panelleden per aflevering met hun score tussen haakjes.
| # | Onderwerp      | Stoel 1                    | Stoel 2                  | Stoel 3                   | Stoel 4               |
| - | -------------- | -------------------------- | ------------------------ | ------------------------- | --------------------- |
| 1 | Zintuigen      | Diederik van Vleuten (35)  | Ronald Goedemondt (−10)  | Jetty Mathurin (5)        | Thomas van Luyn (−25) |
| 2 | Oorlog         | Diederik van Vleuten (−18) | Lenette van Dongen (−20) | Richard Groenendijk (−70) | Thomas van Luyn (20)  |
| 3 | Liefde en lust | Ronald Goedemondt (11)     | Claudia de Breij (−53)   | Silvester Zwaneveld (13)  | Thomas van Luyn (−45) |
| 4 | Huis           | Wim Helsen (2)             | Dolf Jansen (−25)        | Sara Kroos (7)            | Thomas van Luyn (−10) |
| 5 | Geloof         | Diederik van Vleuten (−33) | Ronald Goedemondt (−5)   | Claudia de Breij (−10)    | Thomas van Luyn (1)   |
| 6 | Geld           | Sara Kroos (13)            | Thomas Acda (−62)        | Silvester Zwaneveld (13)  | Thomas van Luyn (−45) |

## Trivia
- Arthur Japin was zelf als gast aanwezig bij de Engelse versie van QI. In de "Gothic"-uitzending (zevende seizoen, dertiende uitzending) leerde hij het panel hoe de naam Van Gogh daadwerkelijk wordt uitgesproken in het Nederlands.